# 도깨비

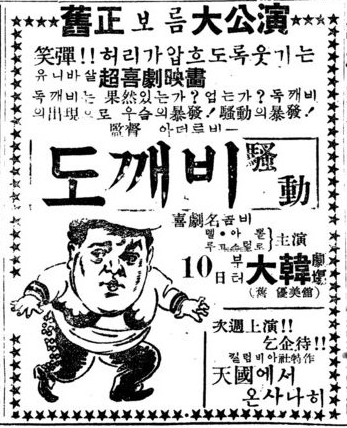

도깨비는 한국의 예술 작품, 민담에 등장하는 상상의 존재로 사람의 형상을 띠기도 하고, 비상한 재주를 부리기도 한다. 악귀를 쫓아내는 문화에 관한 상징으로 여겨진다. 일본의 오니와 혼동되기도 하나, 한국에서는 뿔난 요괴가 곧 도깨비인 것은 아니다.

## 특징
도깨비는 사람의 형상을 하고 있지만 사람은 아닌, 상상의 존재다. 도깨비는 특정 존재를 지칭한다기보다는 비슷한 특성을 가진 존재들을 묶어부르는 이름이라고 보는 것이 옳다. 보통, 도깨비의 모습은 특정한 모습이 없고 기록마다 형태가 각각 다른데, 일반적으로 한국 고유의 도깨비는 한복을 입고 패랭이를 쓰고 다닌다. 또 대다수의 도깨비들은 자신의 성은 김(金)씨라고 말한다. 귀신, 괴물로 인식되어 있으나 도깨비는 사람을 괴롭히거나 혼내 주는 걸 좋아하기보다는 순하고 우직하며, 같이 놀고 싶어하고 친하게 지내려 했다. 또 따돌림을 당하면 화를 내고, 체면을 중시하는가 하면 시기와 질투도 많고, 약간 멍청하기까지 한다. 메밀묵, 막걸리, 이야기, 노래, 씨름, 장난 같은 것을 좋아하고 붉은 색을 싫어한다. 붉은 색을 싫어하기 때문에 팥, 피 등은 도깨비를 쫓아낸다고 알려져 있다. 씨름을 좋아해서 길을 가던 과객을 불러다가 씨름을 하기도 한다. 보통 인적 없는 야산이나 오래된 폐가에 거주한다고 하며, 이따금 민가로 내려와 소를 지붕에 올려 놓는다거나, 솥뚜껑을 솥 안에 집어 넣거나 하는 장난을 벌여 놓기도한다.
대표적으로 알려진 도깨비 이야기로는 도깨비 대왕이라고 하는 귀왕의 본래 전신 치우(戰神 蚩尤), 이야기로 사람을 홀린다는 허깨비, 사람과 친해지려 했다가 피를 보고 도망쳤다는 도깨비, 빈쌀독에 쌀을 채워넣거나 삼년이 지나도록 돈을 갚는다는 도깨비, 바늘을 무서워하는 도깨비 등이 있다.

## 생기는 과정
빗자루나 부지깽이, 깨진 사발, 짚신 등이 오래 되면 혼이 깃들어서 생긴다. 많은 고전에서 도깨비가 오래된 낡은 물건에서 발생한다고 기록하고 있으며, 구전된 이야기 중 많은 이야기가 [도깨비와 씨름을 해서 이긴 장소에 돌아가보니 빗자루나 부지깽이가 있었다]는 식의 내용이다. 그리고 혼이 깃들어 발생한다기보다는 무생물에서 절로 발생한다고 보는 것이 옳다. 따라서 비단 인공적인 물건에서만 발생하는 것이 아니라 자연물에서 발생할 수도 있다.

## 설화 속의 도깨비
민담 「도깨비방망이」,「혹부리 영감」,「도깨비감투」 등은 도깨비를 소재로 한 설화이다. 기본적으로 도깨비는 가시적 도깨비와 비가시적 도깨비로 나뉜다. 사람이나 괴물의 형상을 띈 도깨비도 있으나, 사물에 깃들어 소리만으로 존재하는 도깨비가 나타나 있기도 한다. 가시적 도깨비에는 도깨비불, 그슨대, 어둑시니, 두억시니 등이 속하며 비가시적 도깨비에는 흔히 시야에 보이진 않지만 청각적으로 나타나는 도깨비들이 속한다.

## 종류

### 두억시니
조선때 한양, 어린아이의 모습을 하고 나타나는 경우가 많다. 이중에 유명한 설화가 있다.
옛날 한양에 이대감 집에 어떤 어린아이가 들어서 음식을 나눠달라고 했다. 하지만 진치중, 심술굿은 대감은 내쫓고 때리라고 했다. 그러나 때려도 상처니 멍 하나 생기지 않고 방망이가 도리어 부러졌다. 그리고 나서, 그 아이는 곳비로 없어졌고 그 다음날부터 그 어린아이를 때린 사람들은 시름시름 앓게 되고 결국 죽었고, 그 어린아이를 '두억시니', 즉 도깨비로 부르기 시작했다.
 —  설화 中.

### 어둑시니
경남, 제주도 지방의 사투리인 '어둑다'는 어둡다는 뜻을 내포하며 귀신이라는 '시니'의 뜻이 합쳐진 말이다. 인간의 어둠에 대한 공포심이 형상화 된 도깨비다. 사람의 시선을 받으면 놀라는 사람을 깔아내릴 정도로 무한정 커지기 시작하지만 그슨대와 달리 사람을 해쳤다는 기록은 없다고 한다. 반대로 관심을 주지 않으면 작아져 소멸하게 되는 요괴다. 평안남도 양덕군 추마리 어뒹골은 어둑시니가 자주 출몰한다고 하여 붙여진 이름이다.

### 그슨대
어둑시니와 비슷하게 어둠의 대한 공포로 커지는 도깨비이나, 물리적인 공격이 통하지 않고 사람을 해치는 대표적인 요괴이다. 외형은 어린아이에 가까우며 어원에 관련해서 제주도 남쪽에서는 ‘그신대’, 북쪽에서는 ‘그신새’라고 불렀다고 하는 설이 있지만 '그슨새' 와는 성질이 다르다.

### 도깨비 불
무덤가에서 자주 목격되는 공중에 떠 움직이는 불로, 사람을 홀리거나 정신을 잃게 하며 청색외에 황색이나 적색 등 여러 색의 불로 기록 되어있다. 초가집으로 지어졌던 마을이 화재에 취약했다는 점이나 반딧불이 혹은 이상굴절 등이 목격 원인으로 추정된다.

## 일본 도깨비의 문양 전설
전설속에는 일본의 도깨비가 토모에라는 소용돌이 문양을 사용했는데 일본 도깨비의 상징이었다. 그 문양이 과거 임진왜란과 정유재란 때 참전한 일본군 고바야카와 다카카게와 고바야카와 히데아키가 사용하고 있는 가몬이 일본 도깨비의 상징인 토모에를 상징으로 했다.

## 일본의 오니와의 혼동
한국인이 일반적으로 상상하는 도깨비는 다음과 같은 특징을 보인다. 이러한 모습은 대개 한국 전래 동화책이나 교과서에서 등장한다.
1. 머리에 뿔이 솟아 있다.
2. 원시인 복장을 하고 있다.
3. 도깨비 방망이를 잡고 있다.

하지만, 현대에 와서는 이 도깨비의 모습이 일제 강점기 때 들어와 한국의 도깨비로 잘못 알려진 일본의 오니라는 주장이 제기되고 있다. 이화여대 인문학 연구원에서는 일본의 '오니'가 변형된 국적 불명의 도깨비를 벗어나 한국 고유의 도깨비를 복원하는 프로젝트를 진행하고 있다.교육인적자원부는 이 사안을 재검토한 후 오류라고 밝혀질 경우 초등학교 교과서를 수정할 예정이라고 밝혔다. 또한, 도깨비에 대한 이야기 중 일부는 일본의 설화에서 온 이야기로 일본이 식민정책의 일환으로 이러한 이야기를 교과서에 실어 오늘날까지 이러한 이야기가 이어져 내려왔다는 이야기도 있다. EBS에서는 한국의 도깨비는 머리에 뿔이 달려있지 않고, 피부도 붉지 않으며, 사람들에게 해를 주지 않는 존재라는 이야기를 역사채널e 라는 TV 프로그램을 통해 제시하였다.
다만, 한국의 도깨비에 뿔이 없다는 주장에 대한 반박으로는 원래 한국에서 전래되는 도깨비의 머리에도 뿔이 있었다는 것이 있다. 그 근거로, 한국에선 도깨비를 독각귀(獨角鬼 또는 獨脚鬼)나 이매망량(魑魅魍魎)이라고 쓴다. 이매망량은 산과 물 속의 요괴와 괴물을 뜻하며, 독각귀는 외다리 귀신, 또는 외뿔귀신이라는 뜻이다. 그러나 도깨비를
獨角鬼,獨脚鬼라고 쓰는 것은 어느 것이나 실제 어원과는 동떨어진 취음 표기이므로, 옛 사람들이 도깨비의 특징을 머리에 난 뿔이나 외다리로 인식하고 있었다는 근거는 될 수 있으나, 뿔난 요괴 또는 외다리 요괴가 곧 도깨비인 것은 아니다. 도깨비는 獨甲이라고도 썼는데 이것도 소리만 빌린 취음표기이다.

## 같이 보기
- 오니
- 쓰쿠모가미 - 오래된 물건에 귀신이 들렸다는 점에서 오니보다는 오히려 이쪽이 도깨비에 가깝다.
- 에그엔젤 코코밍
- 꼬비꼬비
- 도깨비 (눈물을 마시는 새)
- 붉은 악마
- 쓸쓸하고 찬란하神 - 도깨비